# Phorocera gracilis
Phorocera gracilis är en tvåvingeart som beskrevs av Robineau-desvoidy 1830. Phorocera gracilis ingår i släktet Phorocera och familjen parasitflugor.
Artens utbredningsområde är Frankrike. Inga underarter finns listade i Catalogue of Life.